# يوسف بن الحكم الثقفي
يُوسُف بْنُ الحَكَمِ بْنِ أَبِي عُقَيلِ الثَّقَفِيّ (ت 75 هـ / 695م) من رجالات الدولة الأموية وهو والد الحجاج بن يوسف الثقفي، ولد في الطائف وسكن دمشق، وشهد مع مسلم بن عقبة حروبه في الحجاز في زمن يزيد بن معاوية، وشهد هو وابنه الحجاج معركة الربذة مع حبيش بن دلجة في أيام مروان بن الحكم وكان معه لواء أهل الشام فطرحه وفر هارباً هو وابنه الحجاج بعد مقتل حُبيش وانتصار الحنتف بن السجف التميمي. قال نهار بن توسعة يهجوه ويذكر فراره:
وأقام يوسف بن الحكم في دمشق حتى توفي في خلافة عبد الملك بن مروان بعد أن سار ولده لقتال عبد الله بن الزبير وذلك في سنة 75 هـ تقريباً.

## نسبه
يوسف بن الحكم بن أبي عقيل بن مسعود بن عامر بن معتب بن مالك بن كعب بن عمرو بن سعد بن عوف بن ثقيف بن منبه بن بكر بن هوازن بن منصور بن خصفة بن قيس عيلان بن مضر بن نزار بن معد بن عدنان الثقفي.